# Katharine Cornell
Pour les articles homonymes, voir Cornell.
Katharine Cornell est une actrice, écrivaine et productrice américaine, née le 16 février 1893 à Berlin (Empire allemand) et morte le 9 juin 1974 à Tisbury (Massachusetts).

## Biographie
Elle joue à New York deux pièces de George Bernard Shaw, Le Dilemme du docteur en 1941, Candida en 1942 puis dans The three sisters d'Anton Tchekov.  En 1943 elle tourne dans le film Stage Door canteen de Frank Borzage. D'août 1944 à février 1945, elle et sa troupe jouent en Europe pour les troupes américaines. Elle s'éloigne peu à peu des scènes de théâtre dans les années 1950. En 1951, elle apparaît avec succès sur scène dans The constant wife de William Somerset Maugham. Sa dernière apparition théâtrale est dans Dear liar de Jerome Kitty en 1960. Elle meurt d'une pneumonie le 9 juin 1974 à Tisbury.

## Filmographie
- 1934 : Miss Barrett de Sidney Franklin
- 1943 : Le Cabaret des étoiles (Stage Door Canteen) de Frank Borzage

## Théâtre
- 1927 : The Letter
- 1933 : The Alien Corn de William Somerset Maugham
- 1934 : Roméo et Juliette de William Shakespeare
- 1936 : The Wingless Victory (en) de Maxwell Anderson
- 1939 : No Time for Comedy de S. N. Behrman
- 1946 : Antigone de Jean Anouilh
- 1947 : Antoine et Cléopâtre de William Somerset Maugham
- 1951 : The Constant Wife (en) de William Somerset Maugham